# Вайоминг (округ, Нью-Йорк)
Округ Вайоминг (англ. Wyoming County) — округ штата Нью-Йорк, США. Население округа на 2000 год составляло 43 424 человек. Административный центр округа — деревня Уорсо.

## История
Округ Вайоминг основан в 1841 году. Источник образования округа Вайоминг: округ Дженеси.

## География
Округ занимает площадь 1543,6 км2.

## Демография
Согласно переписи населения 2000 года, в округе Вайоминг проживало 43424 человек. По оценке Бюро переписи населения США, к 2009 году население уменьшилось на 4,7%, до 41398 человек. Плотность населения составляла 26,8 человек на квадратный километр.